# Jeleu
Jeleu (dessert)  sunt deserturi realizate cu un produs de colagen (gelatină) prelucrat îndulcit și aromatizat. Acest tip de desert a fost înregistrat pentru prima dată ca jeleu de Hannah Glasse în cartea ei din secolul al XVIII-lea Arta gătitului, apărând într-un strat de moft (preparat culinar). Jeleleurile sunt, de asemenea, prezentate în cele mai bune cărți de bucate de scriitori de produse alimentare englezești Eliza Acton și Isabella Beeton în secolul al 19-lea.
Ele pot fi realizate prin combinarea gelatinei simple cu alte ingrediente sau prin utilizarea unui amestec preamestecat de gelatină cu aditivi. Deserturile gelatinoase complet preparate sunt vândute într-o varietate de forme, variind de la forme decorative mari la cupe individuale de servire.
Mărcile populare de gelatină preamestecată includ: „Aeroplane Jelly” în Australia, „Hartley's” în Regatul Unit și „Jell-O” din Kraft Foods și „Royal” din Jel Sert în America de Nord. În SUA și Canada acest desert este cunoscut ca marcă comercială generalizată „jello”.

## Istorie

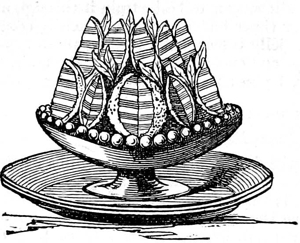
Gravura pe lemn „Jeleuri portocalii” garnisită cu frunze de salcie dulce, în lucrarea Bucătărie modernă pentru familii private a autoarei Eliza Acton, 1845

Înainte ca gelatina să devină disponibilă pe scară largă ca produs comercial, desertul cu gelatină cel mai tipic a fost „jeleul din picior de vițel”. După cum indică și numele, aceasta a fost făcută prin extragerea și purificarea gelatinei de la piciorul unui vițel. Această gelatină a fost folosită pentru mâncăruri sărate în aspic, sau a fost amestecată cu suc de fructe și zahăr pentru un desert.

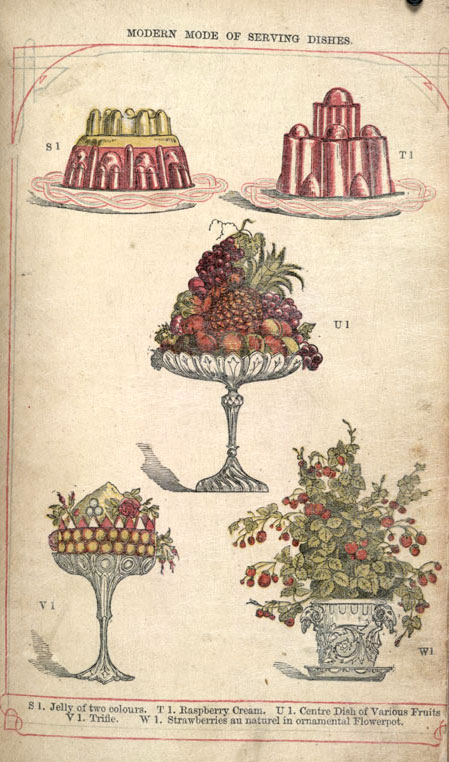
Ilustrații cu jeleu (rândul de sus) din Cartea de gestionare a gospodăriei a doamnei Beeton de Isabella Beeton, 1861. Stânga sus, „jeleu de două culori”, dreapta sus, aromă de „cremă de zmeură”

În secolul al XVIII-lea, gelatina de la picioarele vițelului, clei de pește și hartshorn era colorată în albastru cu suc violet, galben cu șofran, roșu cu cochineal și verde cu spanac și lăsată să se așeze în straturi în pahare mici, înguste. Era aromat cu zahăr, suc de lămâie și condimente amestecate. Acest preparat a fost numit „jeleu”; Scriitoarea engleză de bucătărie Hannah Glasse a fost prima care a înregistrat utilizarea acestui jeleu în preparatul „moft” în cartea ei Arta gătitului, publicată pentru prima dată în 1747. Pregătirile pentru prepararea jeleului (inclusiv ilustrațiile) apar în cele mai bine vândute cărți de bucate ale scriitorilor englezi Eliza Acton și Isabella Beeton în secolul al XIX-lea.

## Preparare

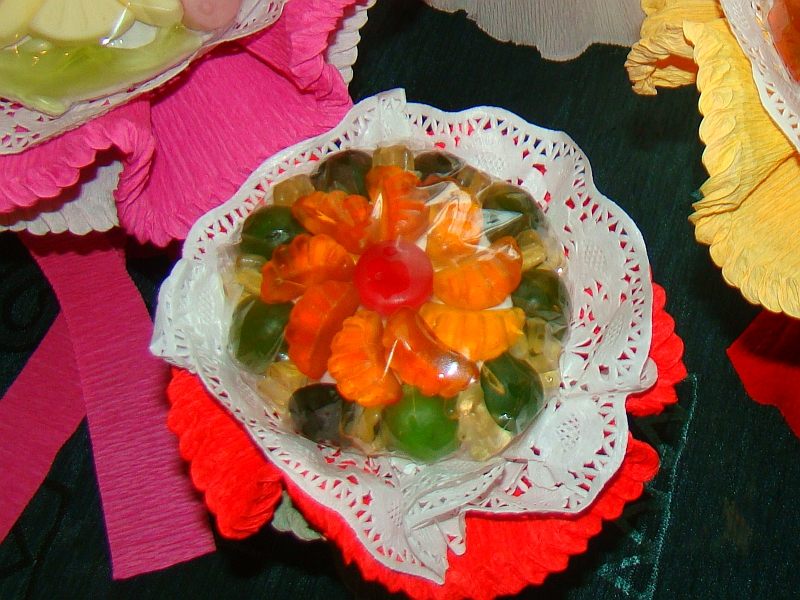
Un desert cu gelatină care conține bucăți de fructe

Pentru a face un desert cu gelatină, gelatina se dizolvă în lichid fierbinte cu aromele dorite și alți aditivi. Aceste din urmă ingrediente includ, de obicei, zahăr, suc de fructe, sau substitute de zahăr; ele pot fi adăugate și variate în timpul preparării sau preamestecate cu gelatina într-un produs comercial care necesită în principal adăugarea de apă caldă.
Pe lângă îndulcitori, amestecurile comerciale preparate conțin, în general, culori de aromatizare și alți aditivi, cum ar fi acid adipic, acid fumaric, citrat de sodiu, arome artificiale și coloranți alimentari. Deoarece colagenul este prelucrat extensiv, produsul final nu este clasificat ca fiind carne sau produs animal de către guvernul federal al SUA.
Solubilitatea gelatinei sub formă de pudră poate fi îmbunătățită prin stropirea acesteia cu lichid cu câteva minute înainte de încălzire, „înflorind” astfel granulele individuale. Amestecul complet dizolvat este apoi refrigerat, formând încet un gel coloidal  pe măsură ce se răcește.